# Petr Barna
Petr Barna (* 9. března 1966 Praha) je bývalý československý krasobruslař. Byl prvním krasobruslařem, který na olympijských hrách předvedl čtverný skok.
Na olympiádě poprvé startoval v roce 1988 v Calgary, kde se umístil na 13. místě. Na následujících ZOH 1992 v Albertville vybojoval bronzovou medaili. V současnosti se věnuje výuce a trenérství krasobruslení.

## Největší úspěchy
- 1989: ME, Birmingham (Anglie), 3. místo
- 1990: ME, Leningrad (SSSR), 2. místo
- 1991: ME, Sofie (Bulharsko), 2. místo
- 1992: ME, Lausanne (Švýcarsko), 1. místo
- 1992: ZOH, Albertville (Francie), 3. místo